# Hypatopa scobis
Hypatopa scobis  (лат.) — вид мелких молевидных бабочек рода Hypatopa из семейства сумрачные моли (Blastobasidae, Gelechioidea). Эндемик Коста-Рики (Центральная Америка). Длина передних крыльев 4,2—4,9 мм. Усики, хоботок и ноги серовато-коричневые (флагеллум коричневый). Окраска передних и задних крыльев палево-коричневая, передние крылья с несколькими коричневыми чешуйками. Обладает сходством с видами Hypatopa lucina и Hypatopa agnae, отличаясь от них деталями строения гениталий. Вид был впервые описан в 2013 году американским лепидоптерологом Дэвидом Адамски (David Adamski, Department of Entomology, Национальный музей естественной истории, Смитсоновский институт, Вашингтон). Название вида происходит от латинского слова scobis.